# Fluxbuntu
Fluxbuntu è stata una distribuzione GNU/Linux basata su Ubuntu. L'ultima release stabile era basata su Ubuntu 7.10 ed era disponibile per le piattaforme x86 e x64.
L'obiettivo di questa distribuzione era offrire un sistema stabile a computer ormai obsoleti. Per far ciò, usava Fluxbox come window manager, leggero e personalizzabile. Oltre al sistema, erano inclusi software essenziali e poco pesanti, come AbiWord.

## Installazione
Era disponibile solo in versione DesktopCD, che si avviava come LiveCD con la possibilità di installare il sistema sul disco fisso.
Per avviare l'installazione, bisognava aprire il terminale e digitare "sudo ubiquity". L'installer, come si nota dal nome, era lo stesso del LiveCD di Ubuntu.
L'avvio è identico a quello del DesktopCD di Ubuntu, ma per poter accedere al desktop era necessaria un'autenticazione, inserendo un nome utente e una password presenti sul sito ufficiale della distribuzione.

## Parco Software
Nonostante occupasse pochissimo spazio su disco, includeva software per ogni esigenza:
- Kazehakase come browser web;
- AbiWord per l'elaborazione dei testi;
- Gnumeric per i fogli di calcolo;
- Pidgin per la messaggistica istantanea multiprotocollo;
- Totem per a riproduzione di contenuti multimediali.
- Claws Mail come client e-mail

## Il window manager
Utilizzava la versione 1.0 di Fluxbox, leggerissimo e che permetteva un'elevata personalizzazione del sistema e gradevoli trasparenze per applicazioni come il terminale. Era installato di default Fbdesk, per il supporto delle icone nel desktop.